# Patric Pfeiffer
Pour les articles homonymes, voir Pfeiffer.
Patric Pfeiffer, né le 20 août 1999 à Hambourg en Allemagne, est un footballeur allemand qui évolue au poste de défenseur central au SV Darmstadt.

## Biographie

### En club
Né à Hambourg en Allemagne, Patric Pfeiffer est formé par le club local du Hambourg SV. En septembre 2017, le joueur de tout juste 18 ans s'entraîne pour la première fois avec l'équipe première, sous les ordres de Markus Gisdol. Le 2 novembre 2017, Pfeiffer signe son premier contrat professionnel avec le HSV, étant alors lié au club jusqu'en juin 2021,, mais il ne joue aucun match avec l'équipe première du club et est recruté par le SV Darmstadt 98 lors de l'été 2019. Le transfert est annoncé le 14 juin 2019 et il signe un contrat courant jusqu'en juin 2022.
C'est avec ce club qu'il joue son premier match en professionnel, le 1er décembre 2019, lors d'une rencontre de deuxième division allemande face au DSC Arminia Bielefeld. Il entre en jeu et son équipe s'incline sur le score de trois buts à un ce jour-là.
Devenant un joueur régulier de l'équipe première, Pfeiffer est récompensé par un nouveau contrat avec Darmstadt le 4 février 2021. Il signe une prolongation qui le lie au club jusqu'en juin 2023.
Titulaire indiscutable dans la défense de Darmstadt lors de la saison 2021-2022, il s'impose également comme l'un des meilleurs défenseurs du championnat, étant notamment le deuxième joueur à remporter le plus de duels en 2. Bundesliga, avec 67,7 % de duels remportés sur la saison.
Au cours de la saison 2022-2023, le SV Darmstadt 98 lutte pour une montée en première division. Pfeiffer inscrit quelques buts importants, notamment le 8 octobre 2022 contre le Fortuna Düsseldorf, où son coup de tête permet à son équipe de remporter la partie (1-0 score final),.
Lors de l'été 2023, Patric Pfeiffer rejoint le FC Augsbourg. Le transfert est annoncé dès le 1er juin 2023 et il signe un contrat courant jusqu'en juin 2027.
Il arrive en prêt au BSC Young Boys en août 2024 pour la saison 2024-2025. Début février 2025, il quitte le club avec effet immédiat. 
Il rejoint le 3e de 2. Bundesliga, le 1. FC Magdeburg en prêt début février 2025.

### En sélection
Patric Pfeiffer possède des origines ghanéennes mais il représente son pays de naissance, l'Allemagne, en sélection de jeunes. Avec les moins de 19 ans il joue deux matchs entre 2017 et 2018.

## Statistiques
| Saison                | Club                  | Championnat           | Championnat | Championnat | Coupe nationale | Coupe nationale | Coupe de la Ligue | Coupe de la Ligue | Compétition(s) continentale(s) | Compétition(s) continentale(s) | Compétition(s) continentale(s) | Total | Total |
| Saison                | Club                  | Division              | M.          | B.          | M.              | B.              | M.                | B.                | Comp.                          | M.                             | B.                             | M.    | B.    |
| 2019-2020             | SV Darmstadt          | 2. Bundesliga         | 7           | 1           | -               | -               | -                 | -                 | -                              | -                              | -                              | 7     | 1     |
| 2020-2021             | SV Darmstadt          | 2. Bundesliga         | 18          | 0           | 2               | 0               | -                 | -                 | -                              | -                              | -                              | 20    | 0     |
| 2021-2022             | SV Darmstadt          | 2. Bundesliga         | 31          | 1           | 1               | 0               | -                 | -                 | -                              | -                              | -                              | 32    | 1     |
| 2022-2023             | SV Darmstadt          | 2. Bundesliga         | 24          | 4           | 2               | 0               | -                 | -                 | -                              | -                              | -                              | 26    | 4     |
| Sous-total            | Sous-total            | Sous-total            | 80          | 6           | 5               | 0               | 0                 | 0                 | -                              | 0                              | 0                              | 85    | 6     |
| 2023-2024             | FC Augsbourg          | Bundesliga            | 6           | 0           | 1               | 0               | -                 | -                 | -                              | -                              | -                              | 7     | 0     |
| Sous-total            | Sous-total            | Sous-total            | 6           | 0           | 1               | 0               | 0                 | 0                 | -                              | 0                              | 0                              | 7     | 0     |
| Total sur la carrière | Total sur la carrière | Total sur la carrière | 86          | 6           | 6               | 0               | 0                 | 0                 | -                              | 0                              | 0                              | 92    | 6     |